# Ван дер Пул, Нильс
Нильс ван дер Пул (нидерл. Nils van der Poel; род. 25 апреля 1996 года, Тролльхеттан, Швеция) — шведский конькобежец, двукратный олимпийский чемпион 2022 года на дистанции 5000 и 10000 метров (с мировым рекордом), двукратный чемпион мира 2021 года. Действующий рекордсмен мира на дистанциях 5000 метров и 10000 метров. Многократный призёр шведских юношеских, региональных и национальных соревнований (National championships, National championships Juniors и т. п.).

## Биография
Нильс ван дер Пул родился в городе Тролльхеттан, лен Вестра-Гёталанд. По отцовской линии у Нильса есть нидерландские корни. В детстве ван дер Пул хотел профессионально заниматься хоккеем – как папа, бывший игрок в хоккей. Толкаться с ровесниками получалось не очень, тогда он одалживал коньки у старшей сестры и постоянно катался вместе с папой на катке. Начал заниматься конькобежным спортом в возрасте 8 лет. Профессионально тренируется на базе клуба «SK Trollhättan» с 10 лет.

### Спортивная карьера
В 2014 и 2015 годах ван дер Пул выигрывал чемпионаты мира по конькобежному спорту среди юниоров, но после второй победы он решил пройти 3-месячную подготовку в десантном полку, базирующемся в Гётеборге. Однако через полгода он вернулся обратно в конькобежный спорт. С 2016 по 2018 года он выиграл национальные чемпионаты Швеции как на отдельных дистанциях 5000 и 10 000 метров, так и в многоборье.
На зимних Олимпийских играх 2018 ван дер Пул был заявлен для участия в забеге на 5000 м, возлагая на себя определённые медальные надежды. Шведскому спортсмену казалось, что он находится в хорошей форме и может претендовать на попадание в тройку призёров. 11 февраля 2018 года на конькобежном стадионе Олимпийский Овал Каннына в забеге на 5000 он финишировал с результатом 6:19.06 (+9.30). В итоговом зачёте Нильс занял 14-е место.
Месяц спустя Ван дер Пул более успешно выступил на чемпионате мира по конькобежному спорту в классическом многоборье в Амстердаме. 11 марта на Олимпийском стадионе в забеге на 10 000 м он финишировал первым с итоговым результатом 13:40,38. Сразу за ним финишировали двое представителей Нидерландов: Патрик Руст (13:44.94 (+4.56) — 2-е место) и Марсел Боскер (13:49.49 (+9.11) — 3-е место). В общем итоге, по результатам всех забегов, с 156.799 очками ван дер Пул занял 6-е место. Неудачные выступления разочаровали его и он ушёл служить в батальон армейских рейнджеров, базирующемся в Арвидсъяуре.
Нильс уволился из шведской армии в мае 2019 года, когда он перешел к тренировкам, сосредоточенным на конькобежном спорте, и начинал с очень сильной физической подготовки, чтобы прежде всего развить сильную аэробную базу. Поэтому он даже не участвовал в соревнованиях по конькобежному спорту с мая 2019 по август 2020 года. Его тренировки включали езду на велосипеде по 4-7 часов в день, а также катание на лыжах, бег и лыжный альпинизм с периодическими занятиями конькобежным спортом.
В конце 2020 года к работе с конькобежцем приступил знаменитый немецкий тренер по биатлону Вольфганг Пихлер, который своими консультациями навёл порядок в системе подготовки Ван дер Пула.
11 февраля 2021 года Нильс выиграл золотую медаль чемпионата мира в Херенвене на дистанции 5000 м. Этот успех стал самым значимым достижением шведского конькобежного спорта за всю историю участия страны на чемпионатах мира на отдельных дистанциях: ван дер Пул стал первым чемпионом мира из Швеции, а его награда стала лишь второй в истории скандинавского государства на данных соревнованиях (в 2009 году шведская сборная заняла второе место в командной гонке преследования). Через три дня шведский конькобежец триумфально выступил на дистанции 10 000 м, став чемпионом мира и обновив при этом высшее мировое достижение. Через несколько недель умерла от рака его мама, которая помогала обездоленным, и Нильс направил это горе в спорт.
В декабре 2021 года на этапе Кубка мира в Солт-Лейк-Сити Нильс установил ещё один мировой рекорд в забеге на 5000 метров с результатом 6.01,56 сек. 6 февраля 2022 года выиграл золото на дистанции 5000 метров на Олимпийских играх в Пекине. Ван дер Пул стал первым в XXI веке шведом, выигравшим олимпийскую медаль в конькобежном спорте. На дистанции 10 000 метров ван дер Пул подтвердил свой статус короля длинных дистанций и с новым мировым рекордом 12:30.74 завоевал свою вторую в Пекине золотую олимпийскую медаль.

## Результаты соревнований
| Год  | Чемпионат Европы многоборье | Чемпионат мира многоборье | Чемпионат мира на отдельных дистанциях | Олимпийские игры | Кубок мира                       | ЧМ мира юниоры                             |
| ---- | --------------------------- | ------------------------- | -------------------------------------- | ---------------- | -------------------------------- | ------------------------------------------ |
| 2013 |                             |                           |                                        |                  |                                  | 12e (22e, 15e, 28e, 8e) 5e Командная гонка |
| 2014 | NC24 (28e, 18e, 24e, -)     | NC19 (21e, 9e, 21e, -)    |                                        |                  | 0 очков 5000/10 000 м            | 7e · (21e, 4e, 18e, )                      |
| 2015 |                             |                           |                                        |                  | 45e 1500 м 22e 5000/10 000 м     | 8e 1500 м · 5000 м · 28e масс-старт        |
|      |                             |                           |                                        |                  |                                  |                                            |
| 2017 | NC12 (17e, 7e, 15e, -)      |                           | 8e 10000 м                             |                  | 0 очков 1500 м 19e 5000/10 000 м |                                            |
| 2018 |                             | 6e · (17e, 5e, 13e, )     |                                        | 14e 5000 м       | 0 очков 1500 м 22e 5000/10 000 м |                                            |
|      |                             |                           |                                        |                  |                                  |                                            |
| 2021 | 4e · (19e, , 14e, )         |                           | 5000 м · 10000 м                       |                  | 5e 5000/10 000 м                 |                                            |
| 2022 |                             | · (14e, , 10e, )          |                                        | 5000 м · 10000 м | 5000/10 000 м                    |                                            |

- (500 м, 5000 м, 1500 м, 10 000 м), для юниоров (500 м, 3000 м, 1500 м, 5000 м)
- NC = не отобрался на заключительную дистанцию

## Награды
- Королевская медаль Его Величества за заслуги перед шведским спортом (2023)[12]